# Jules Van Ackere (musicoloog)
Jules van Ackere (Heule, 8 februari 1914 - Ukkel, 3 of 12 februari 2008) was een Belgisch musicoloog, hoogleraar, en cultuurhistoricus. Hij doceerde Italiaans aan de Ufsia, en schreef talloze cultuurhistorische werken. Hij specialiseerde zich daarbij in het werk van Ravel en Debussy.

## Biografie
Van Ackere studeerde aan de Rijksuniversiteit Gent geneeskunde, een studie die hij overigens niet voltooide, en Romaanse filologie, met een speciale voorliefde voor Italiaanse taal en cultuur. Daarnaast volgde hij zijn passie voor muziek, door te studeren aan het Gentse conservatorium.
Die twee keuzes hebben zijn werk getekend: de muziek en de Romaanse talen, maar vooral zijn zeer ruime culturele belangstelling kenmerkte hem.
Van Ackere publiceerde bekende Italiaanse en andere reisgidsen, boeken over klassieke muziek, onder meer het veel gelezen "Eeuwige muziek", en over allerlei artistieke onderwerpen.
Hij schreef ook over de Italiaanse renaissance en de barok.
In 1969 publiceerde Van Ackere het standaardwerk "L'Europe de la Renaissance, du Baroque et du Rococo". Het werk werd vertaald in het Engels en het Nederlands.
Hij schreef honderden artikels, ook luisterspelen, gedichten en verhalen, onder andere in "De Standaard der Letteren", "Ons Erfdeel", en in het tijdschrift "Vlaanderen", waarvan hij vele jaren redacteur was.
Van Ackeres werk werd meerdere malen bekroond, onder andere in 1948 met de Joris Eeckhoutprijs voor "Dichterschap en levensvlam bij Keats en Baudelaire".
Hij was lid van de Koninklijke Vlaamse Academie van België voor Wetenschappen en Kunsten.
Van Ackere was volgens sommigen een van de laatste echte humanisten.